# Zella/Rhön
Zella/Rhön ist ein Ortsteil der Gemeinde Dermbach im Wartburgkreis in Thüringen.

## Geografie

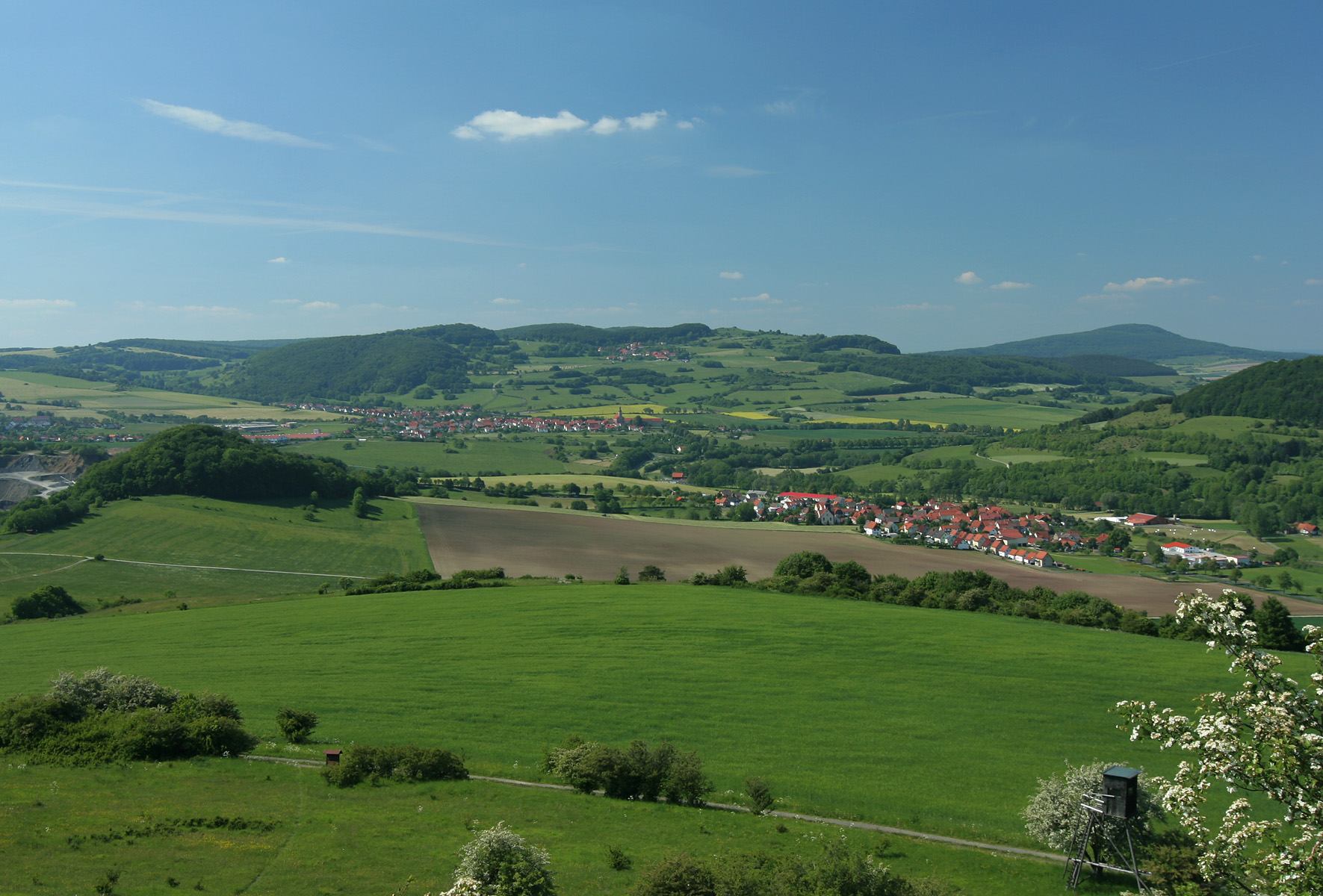
Blick ins Feldatal von Süden, vorn Diedorf, Bildmitte: Zella

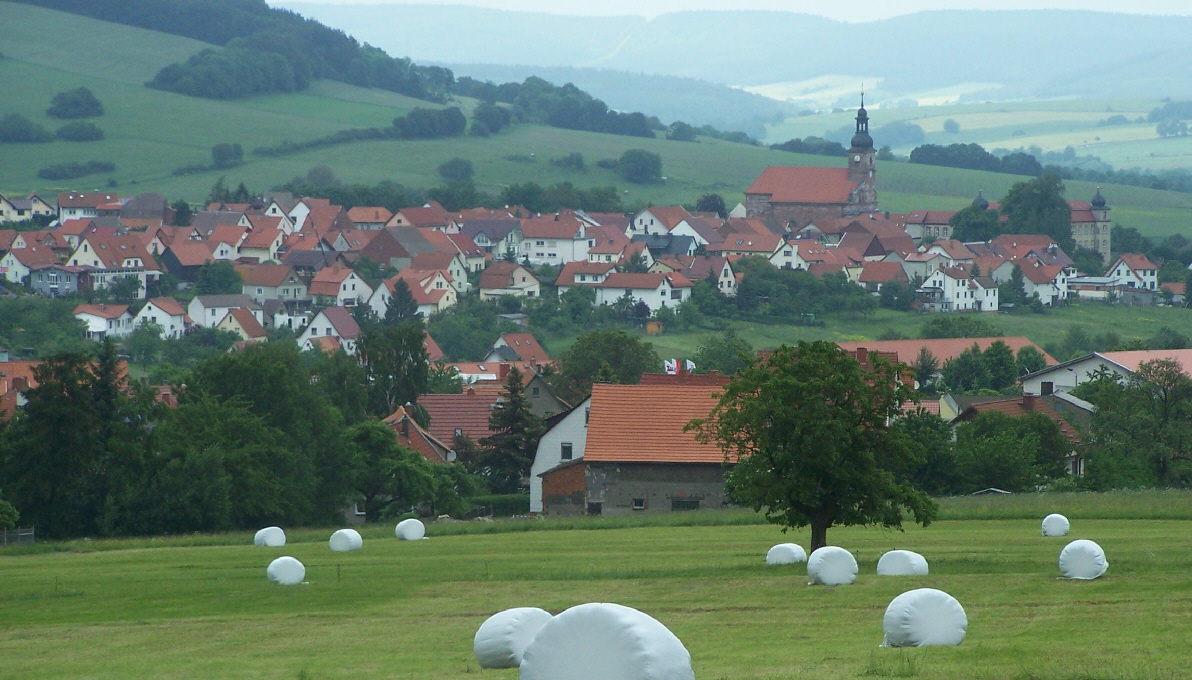
Ansicht von Westen

### Geografische Lage
Zella/Rhön liegt in der Auersberger Kuppenrhön und gehört zum Biosphärenreservat Rhön.

### Nachbarorte
Zella/Rhön grenzt im Osten an Diedorf, im Westen an Brunnhartshausen, im Süden an Empfertshausen und im Norden an Neidhartshausen.

### Berge
Die Landschaft um Zella wird durch die Berge und Täler der Vorderen Rhön bestimmt.

### Flüsse
Östlich des Ortes fließt die Felda, welche in Dorndorf in die Werra mündet. Die Schmerbach fließt westlich an Zella vorbei und mündet in dem Nachbarort Neidhartshausen in die Felda.

## Geschichte
Das Dorf Zella wurde erstmals 1194 in einer Schenkungsurkunde erwähnt und war über 700 Jahre lang ein reines Tagelöhnerdorf.
Im Bauernkrieg wurde das 1136 gegründete Benediktinerinnenkloster zerstört und bald nach 1550 aufgelöst. Danach blieb Zella bis zur Säkularisation im Jahr 1802 eine Fuldaer Propstei, die das Erbe des Klosters einschließlich seines reichen Grundbesitzes antrat.
Zella war 1660 von Hexenverfolgung betroffen. Thomas N., „der Hexenmeister“, geriet in einen Hexenprozess. Obwohl er unter der Folter kein Geständnis ablegte, wurde er mit Landesverweis bestraft.
Am 15. August 1735 wurde die seit 1715 erbaute Barockkirche „Mariä Himmelfahrt“ eingeweiht. Über dem Hauptportal befindet sich das Wappen des Erbauers von Dalberg-sechs Lilien und das Kreuz von Fulda-.
Nach dem Wiener Kongress 1815  erhielt Preußen das Fürstentum Fulda und überließ noch im Herbst desselben Jahres die Ämter Dermbach (mit der Gemeinde Zella) und Geisa dem  Großherzog von Sachsen-Weimar. 1922 bis 1950 gehörte Zella, wie das gesamte bisherige Amt Dermbach, zum Landkreis Eisenach, ab 1950 zum Kreis Bad Salzungen und seit 1994 zum Wartburgkreis.
Am 1. Januar 2019 wurde die Gemeinde Zella/Rhön nach Dermbach eingemeindet. Zuvor gehörte sie der Verwaltungsgemeinschaft Dermbach an.

### Einwohnerentwicklung
Entwicklung der Einwohnerzahl (jeweils 31. Dezember):
| - 1994: 529 - 1995: 527 - 1996: 529 - 1997: 530 - 1998: 530 - 1999: 528 | - 2000: 519 - 2001: 509 - 2002: 507 - 2003: 498 - 2004: 491 - 2005: 476 | - 2006: 467 - 2007: 465 - 2008: 452 - 2009: 453 - 2010: 452 - 2011: 462 | - 2012: 457 - 2013: 445 - 2014: 438 - 2015: 424 - 2016: 426 - 2017: 412 | - 2018: 407 |

 Datenquelle: Thüringer Landesamt für Statistik

## Politik

### Ehemaliger Gemeinderat
Der Gemeinderat aus Zella/Rhön setzte sich zuletzt aus 6 Ratsfrauen und Ratsherren zusammen. Da keine Parteien und Wählergemeinschaften antraten, fand eine Mehrheitswahl statt, die Bürger, die die meisten Stimmen erhielten, zogen in den Gemeinderat ein.
(Stand: Kommunalwahl am 25. Mai 2014)

### Ehemaliger Bürgermeister
Der ehrenamtliche Bürgermeister Stefan Cyriaci wurde am 20. März 2011 gewählt, nachdem sein langjähriger Vorgänger Roland Kämpf das Amt zum 1. Januar 2011 niedergelegt hatte.

## Sehenswürdigkeiten

### Barockkirche „Mariä Himmelfahrt“
Die 1715 bis 1732 im Auftrag von Propst Adolph von Dalberg erbaute Barockkirche Mariä Himmelfahrt im Zentrum des Ortes wurde am 15. August 1735 geweiht.

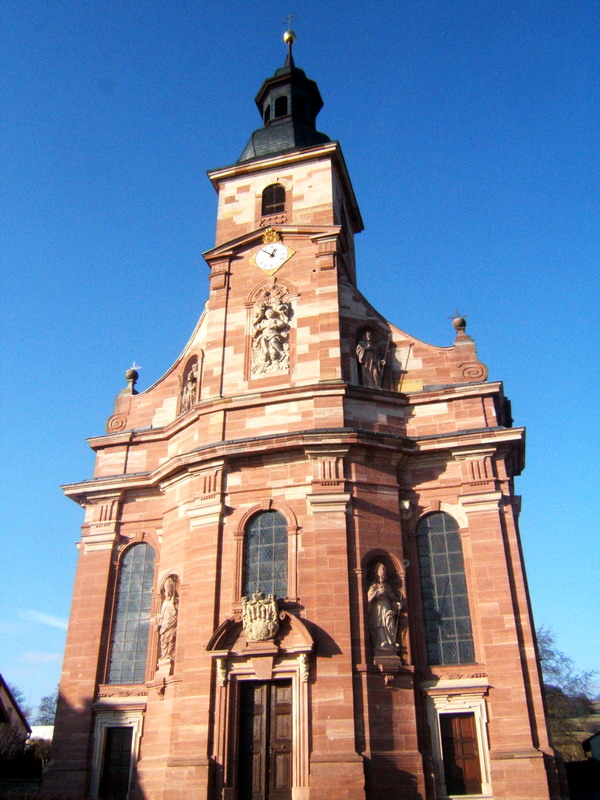
Frontansicht
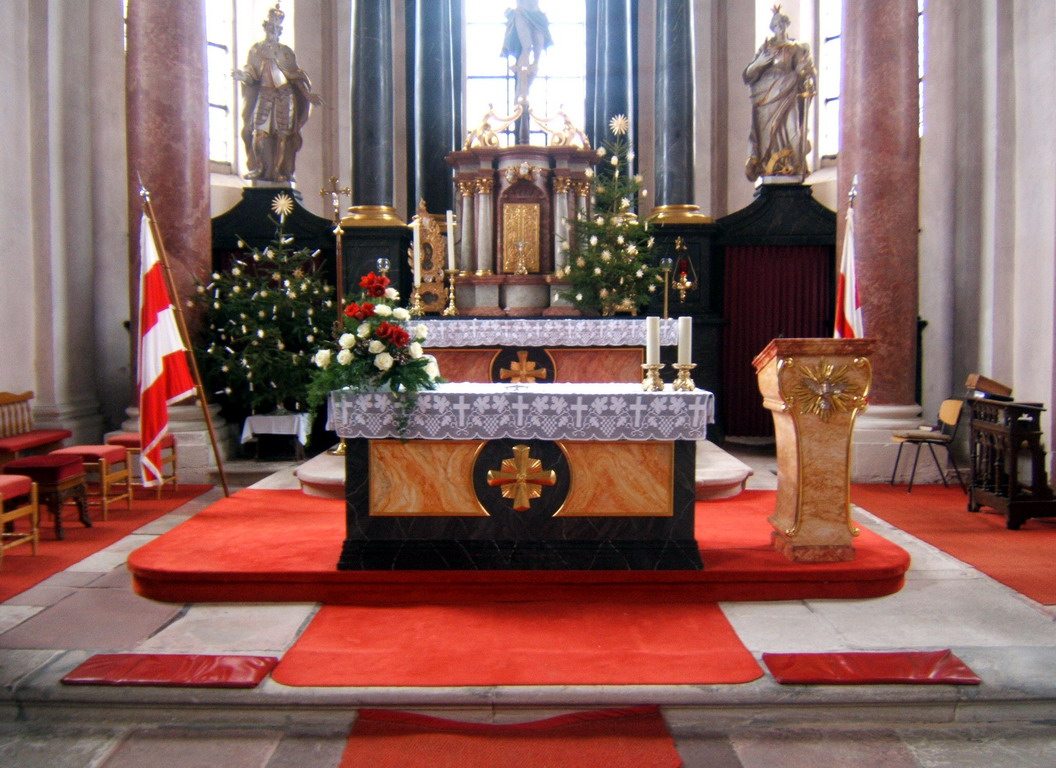
Altar
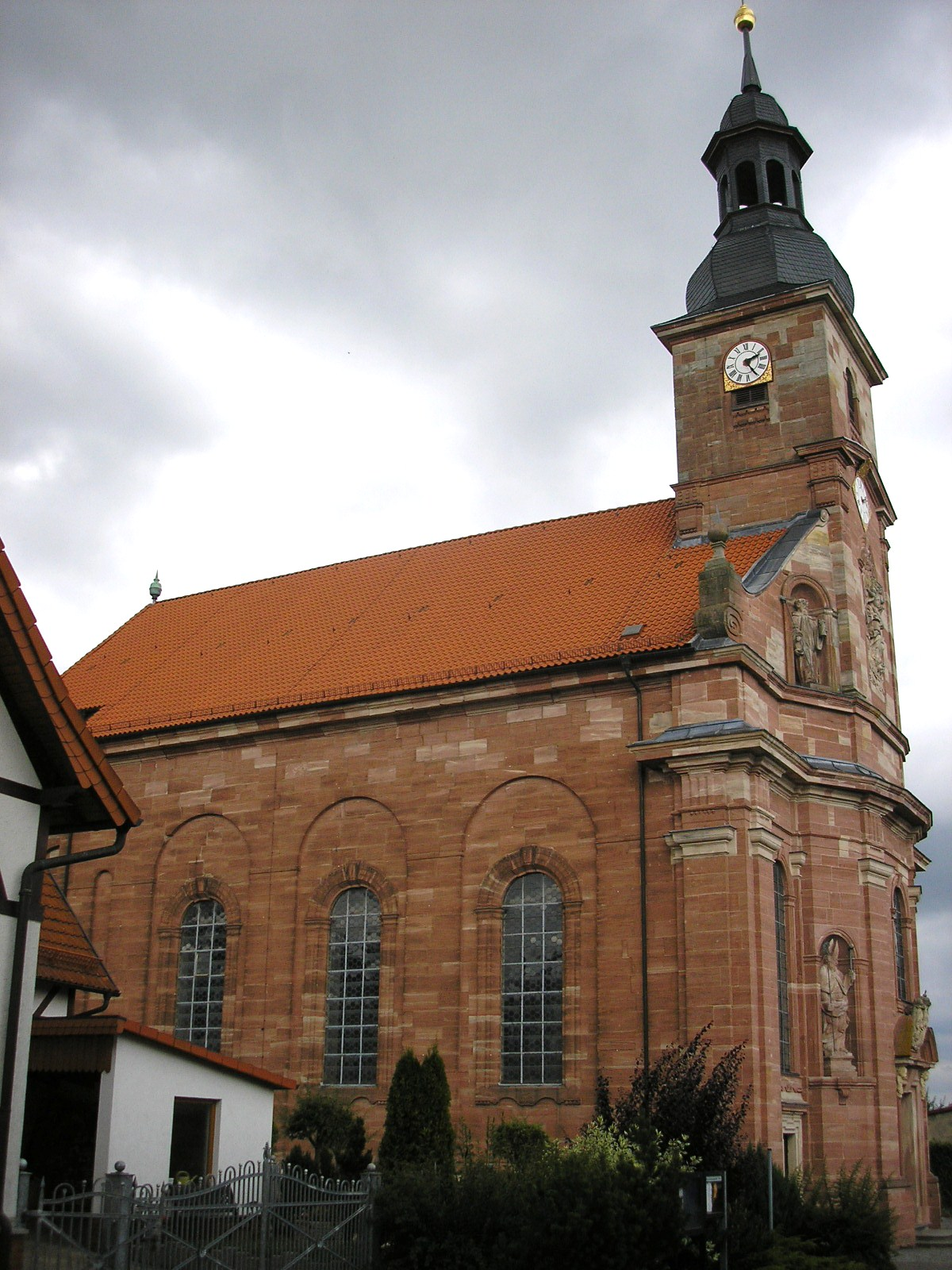
Seitenansicht
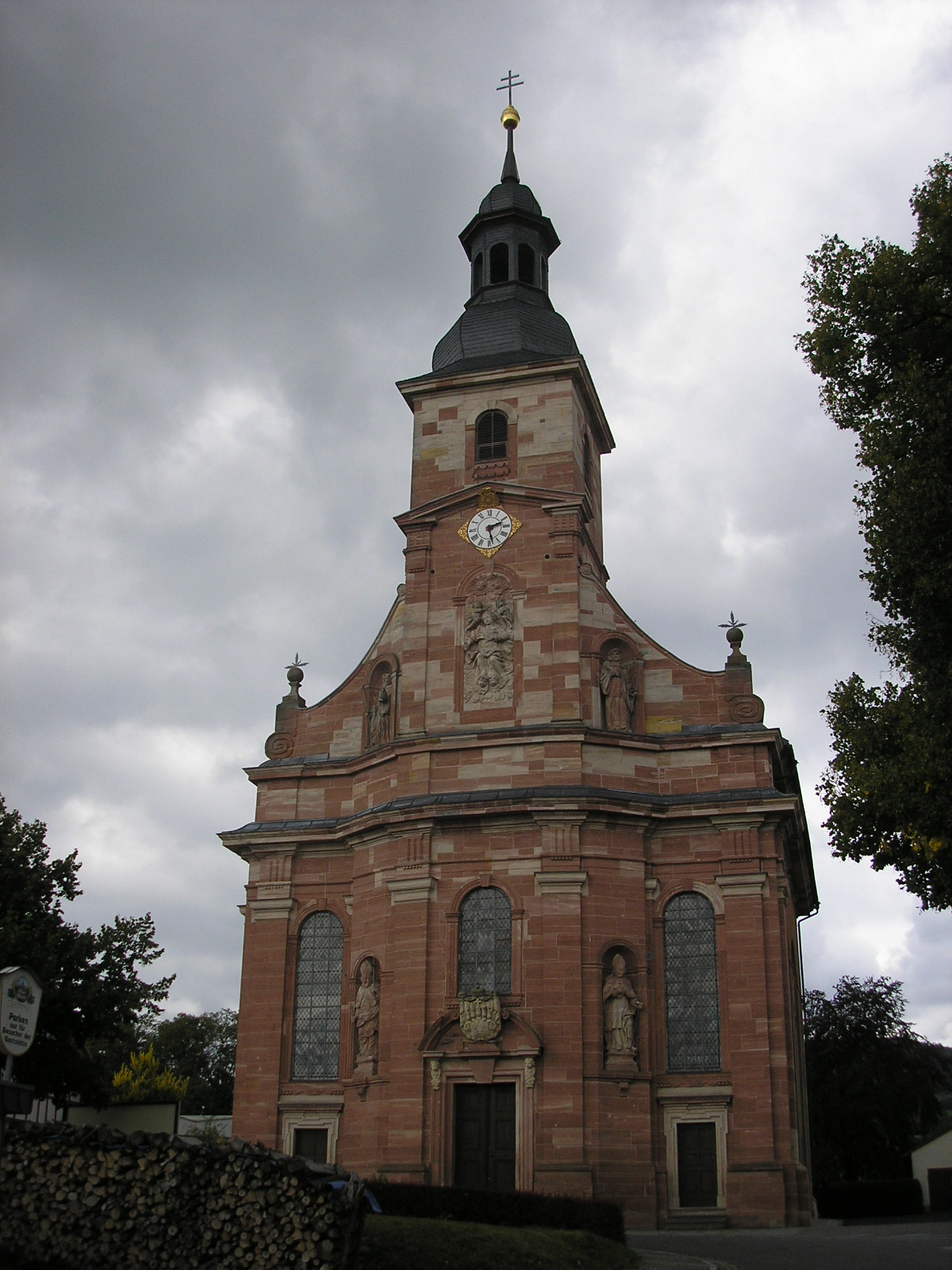
Frontansicht

### Propstei Zella (Rhön)
Neben der Kirche befindet sich die schlossartige Propstei, die 1718 durch den Umbau der Ruine des Klostergebäudes zu einem zweigeschossigen Barockbau entstand. In der seit 2001 sanierten Propstei wurde 2002 eine Dauerausstellung über das Biosphärenreservat Rhön eröffnet; seit 2009 hat hier die Thüringer Verwaltung des Biosphärenreservates ihren Sitz.

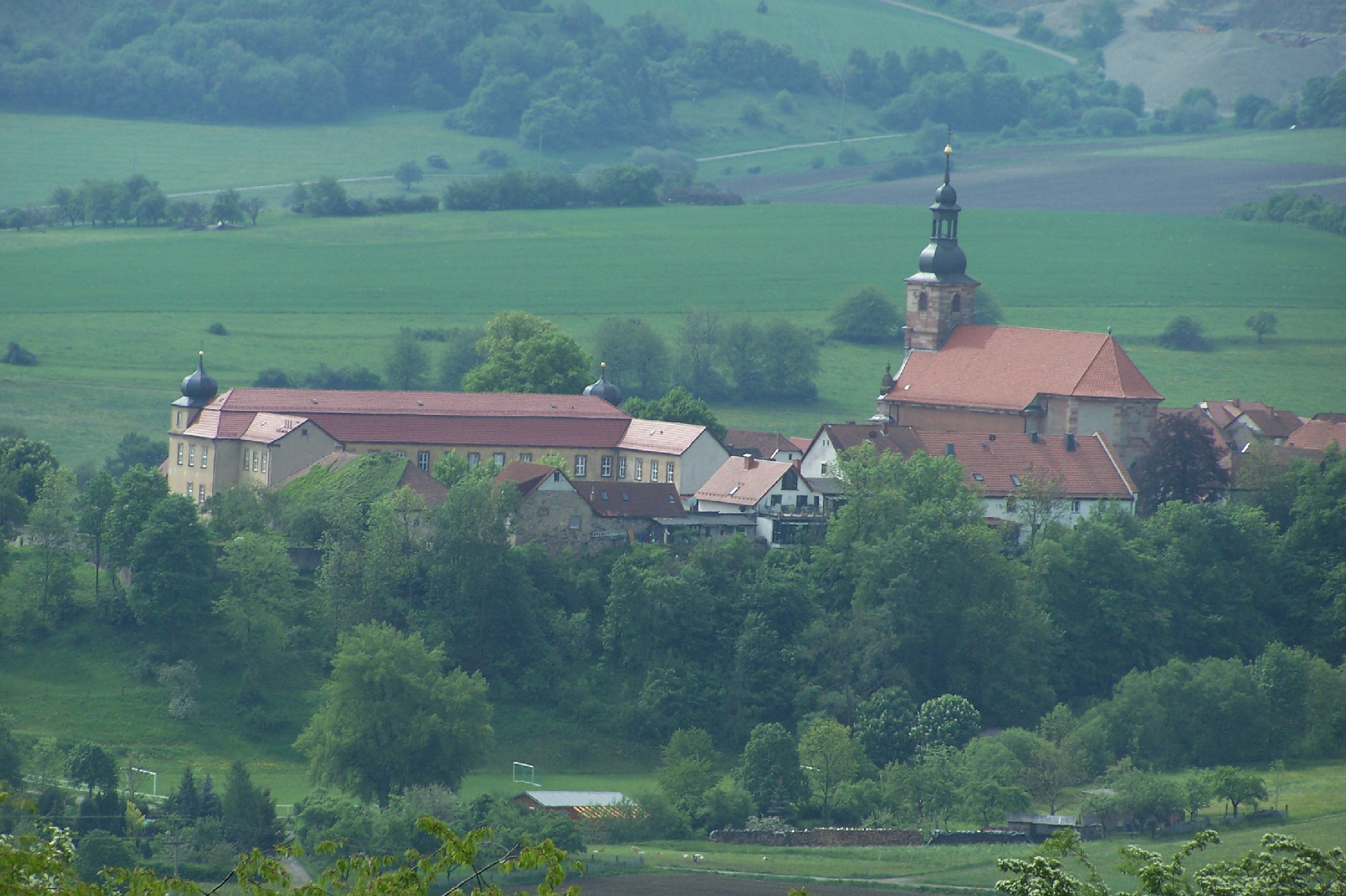
Gesamtansicht von Norden
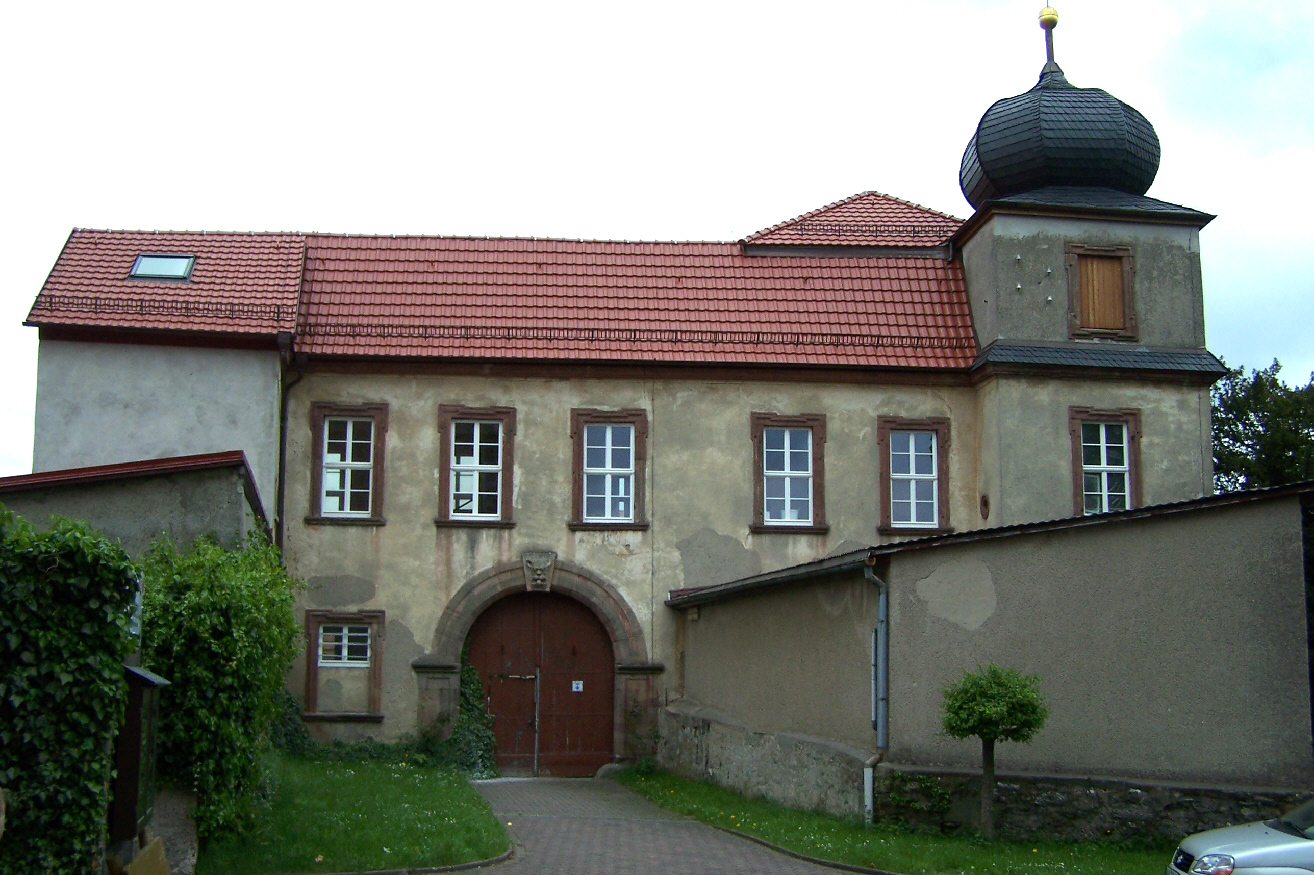
Ansicht von Westen
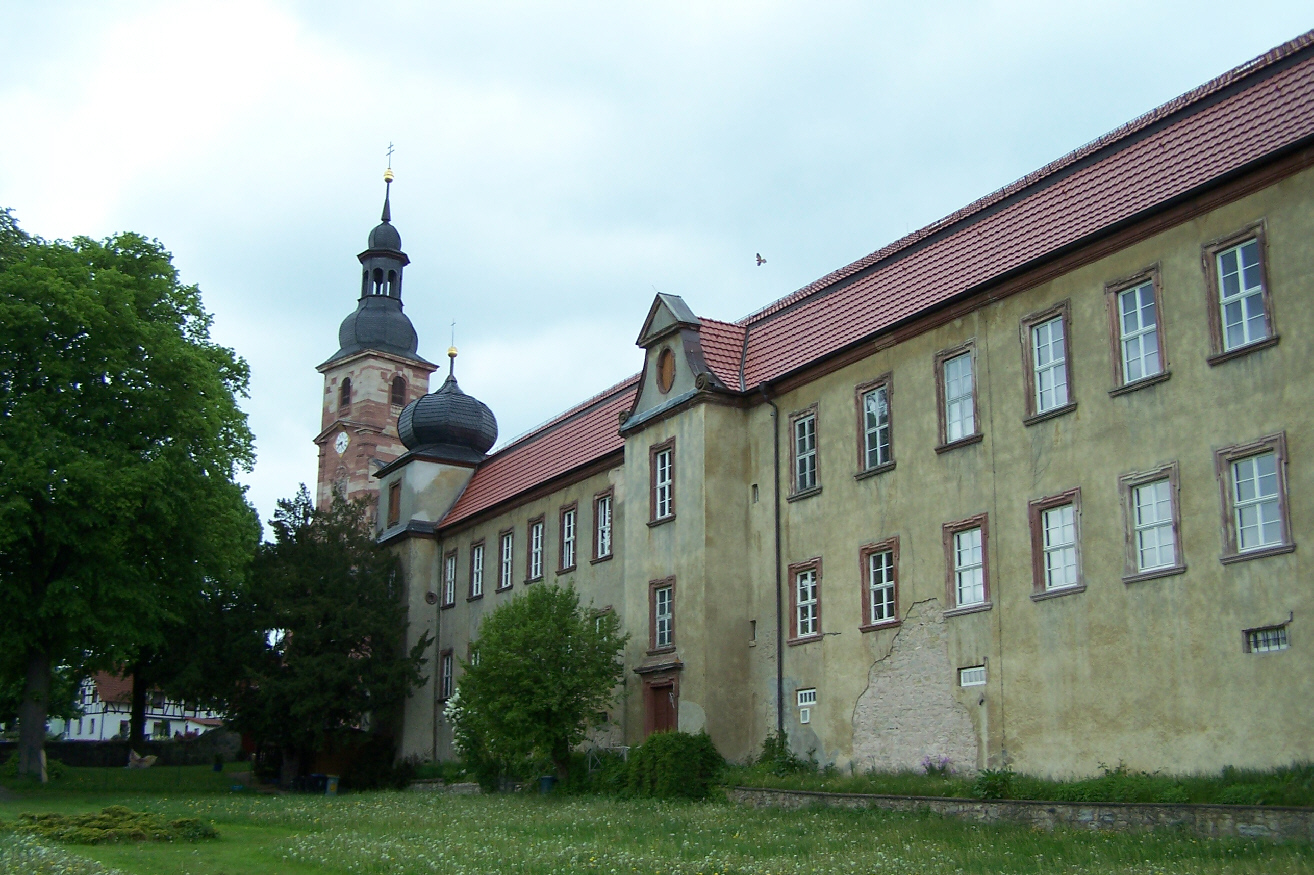
Gesamtansicht von Süden
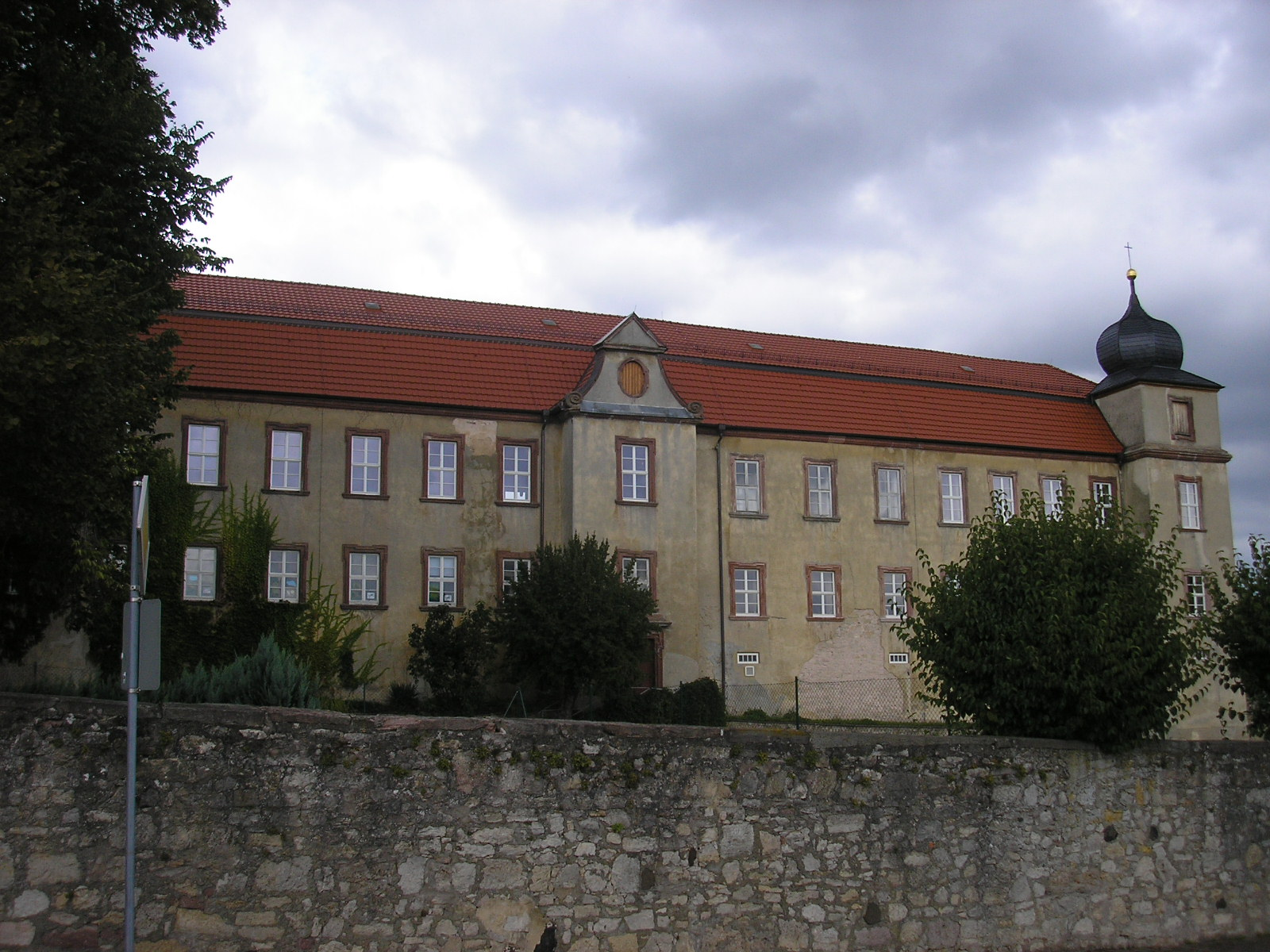
Propstei Zella (Rhön)
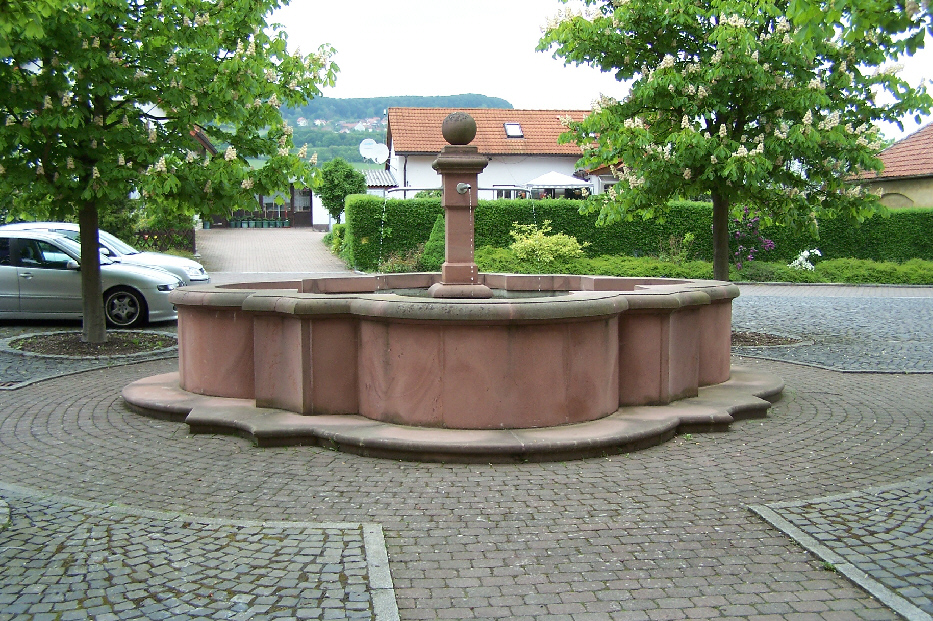
Brunnen im Innenhof

## Verkehr

### Straßenverkehr
Unmittelbar östlich des Ortes verläuft die Bundesstraße 285 von Bad Salzungen nach Mellrichstadt als wichtige Nord-Süd-Verbindung in der östlichen Rhön. In diese mündet südlich von Zella die aus Richtung Tann (Rhön) kommende Landesstraße 1122 ein. Eine Kreisstraße verbindet Zella mit Brunnhartshausen.

### Schienenverkehr
Zella verfügte über einen eigenen Bahnhof an der Feldabahn, deren Betrieb 2003 eingestellt wurde. 2008 erfolgte der Rückbau der Gleisanlage. Die nächstgelegenen Bahnhöfe befinden sich seitdem in der Kreisstadt Bad Salzungen und östlich in Wasungen, jeweils im Streckennetz der Süd-Thüringen-Bahn.

### Busverkehr
Die Buslinien 132 und 133 des Verkehrsunternehmen Wartburgmobil verbinden Zella mit den umliegenden Orten sowie Dermbach und Kaltennordheim.

## Persönlichkeiten
- Robert Anasch (1907–1945), Kommunistischer Widerstandskämpfer gegen den Nationalsozialismus, in Zella geboren
- Friedrich B. Henkel (* 1936), Bildhauer, in Zella geboren
- Matthias Lier (* 1979), Schauspieler, in Zella aufgewachsen